# Uloborus berlandi
Uloborus berlandi är en spindelart som beskrevs av Roewer 1951. Uloborus berlandi ingår i släktet Uloborus och familjen krusnätsspindlar.
Artens utbredningsområde är Guinea. Inga underarter finns listade i Catalogue of Life.